# Wilhelm Pelzer (Politiker)
Wilhelm Pelzer (* 7. Juni 1895 in Neuss; † 26. Mai 1948 in Köln) war ein deutscher Politiker (NSDAP).

## Leben und Wirken
Pelzer lebte als Kaufmann in Mönchengladbach, trat der NSDAP bei und wurde Kreisleiter in der Stadt. Am 26. Juni 1933 übernahm Pelzer kommissarisch das Amt des Oberbürgermeisters in der Stadt Gladbach-Rheydt. Dieses Amt trat er im Dezember 1933 an den Stadtrat Hans Poeschel ab.
Pelzer kandidierte auf dem Wahlvorschlag für die NSDAP auf Platznummer 641 bei der Wahl zum Deutschen Reichstag am 12. November 1933, zog aber nicht in den nationalsozialistischen Reichstag ein.